# جووانی باتیستا اودیرنا

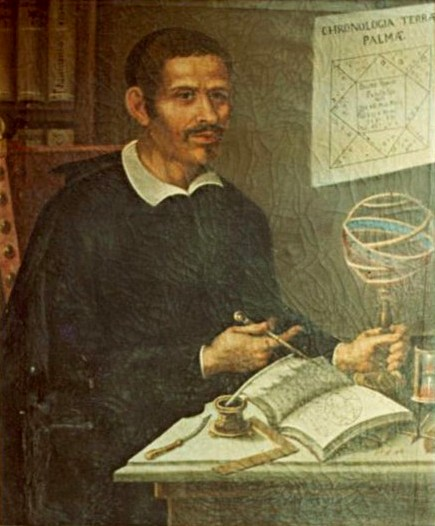
Giovan Battista Odierna

جووانی باتیستا اودیرنا (به انگلیسی: Giovanni Battista Hodierna) زندگانی (۱۳ آوریل ۱۵۹۷ - ۶ آوریل ۱۶۶۰) ستاره‌شناس ایتالیایی در دربار جولیو توماسی در دوک پالما بود. وی فهرستی از دنباله‌دارها و سایر اجرام آسمانی که حاوی اسامی حدود ۴۰ جرم است را گردآوری کرده‌است. از جمله حدود ۱۹ سحابی واقعی و ثابت شده که ممکن است با ستاره‌های دنباله‌دار اشتباه گرفته شوند، نام برده‌است.

## زندگی‌نامه
اودیرنا در راگوسا، سیسیل متولد شد و در پالما دی مونشیاریو درگذشت. او در حالی که به عنوان یک کشیش کاتولیک رومی در راگوسا مشغول خدمت بود، به نجوم نیز می‌پرداخت. وی در سال ۱۶۵۴ کتابی با عنوان سیستماتیک دنیای ستارگان دنباله‌دار را منتشر کرد که در آن کتیبه ای از اجرام آسمانی وجود‌ داشت. این کتاب می‌توانست به مسیور و فهرستش کمک کند، اما تأثیر کمی داشت. به نظر می‌رسد مسیور از آن خبر نداشته‌است.

## اکتشافات
اکتشافات اصلی
- خوشه آلفا
- M6
- M8
- M36
- M37
- M38
- M41
- M47
- NGC 2362
- NGC 6231

اکتشافات اصلی احتمالی
- M33
- M34
- NGC 752

اکتشافات اصلی ممکن است
- NGC 2169
- NGC 2175
- NGC 2451

کشف مجدد مستقل
- M31
- M42
- خوشه بروچی